# チャールズ・ムーア (初代チャールヴィル伯爵)
初代チャールヴィル伯爵チャールズ・ムーア（英語: Charles Moore, 1st Earl of Charleville PC (Ire)、1712年1月24日 – 1764年2月17日）は、アイルランド王国の貴族、フリーメイソン。1725年から1758年までムーア男爵の称号を使用した。

## 生涯
初代ムーア男爵ジョン・ムーアと1人目の妻メアリー・ラム（Mary Lum、1681年11月7日（洗礼日） – 1722年11月7日、銀行家エルナサン・ラム（Elnathan Lum）の娘）の息子として、1712年1月24日に生まれた。1725年9月8日に父が死去すると、ムーア男爵の爵位を継承、1729年10月16日にアイルランド貴族院議員に就任した。また、1725年7月にダブリン大学トリニティ・カレッジに入学、1728年にB.A.の学位を、M.A.の学位を修得した。
1737年10月13日、ヘスター・コギール（Hester Coghill、1789年7月28日没、ジェームズ・コギールの娘）と結婚したが、子供を儲けることはなかった。
1746年9月12日にアイルランド枢密院の枢密顧問官に任命され、1758年8月1日にチャールヴィル伯爵に叙された。1761年から1764年までキングス・カウンティ首席治安判事を務めた。
1741年から1743年までと1760年から1761年までアイルランド・グランドロッジのグランドマスターを務めた。
1764年2月17日に死去、23日に埋葬された。後継者がおらず、すべての爵位が断絶した。